# NGC 2427
NGC 2427 је спирална галаксија у сазвежђу Крма која се налази на NGC листи објеката дубоког неба.
Деклинација објекта је - 47° 38' 9" а ректасцензија 7h 36m 27,9s. Привидна величина (магнитуда) објекта NGC 2427 износи 11,6 а фотографска магнитуда 12,2. Налази се на удаљености од 12,171 милиона парсека од Сунца. NGC 2427 је још познат и под ознакама ESO 208-27, IRAS 07350-4731, PGC 21375.